# جوش غير
جوش غير (بالإنجليزية: Josh Geer)‏ هو لاعب كرة قاعدة أمريكي، ولد في 2 يونيو 1983 في فورني في الولايات المتحدة.

## وصلات خارجية
- جوش غير على موقع دوري كرة القاعدة الرئيسي (الإنجليزية)
- جوش غير على موقعبيزبول رفرنس.كوم (الدوري الرئيسي) (الإنجليزية)
- جوش غير على موقعبيزبول رفرنس.كوم (الدوري الثانوي) (الإنجليزية)
- جوش غير على موقع إي إس بي إن.كوم (أم.أل.بي) (الإنجليزية)
- جوش غير على موقع مشجعي الرسوم البيانية (الإنجليزية)